# 鄭洛
鄭洛（1530年—1600年），字禹秀，號範溪，諡襄敏，京師保定府安肅縣（今河北省徐水縣）人，明朝政治人物。

## 生平
乙卯科（1555年）順天府鄉試第八十六名舉人。嘉靖三十五年（1556年）中式丙辰科三甲第一百二十七名進士，刑部观政，授山東登州府推官，四十年六月选授廣東道試監察御史，十月實授。曾经弹劾嚴嵩黨羽鄢懋卿、萬寀、萬虞龍。嘉靖四十四年，巡按四川，本年十一月升任四川右參議，四十五年调任湖廣布政司右參議。
隆庆元年十月，任山西按察司副使。隆庆四年五月，加山西布政使司右參政、仍兼本官、整饬怀来兵备如故，后任山西按察司按察使，五年（1571年）五月升河南右布政使。
萬曆二年（1574年）九月復除浙江右布政使，数日后升都察院右佥都御史、巡抚山西、提督雁门等关。三年三月转为巡抚大同赞理军务都御史，四年十一月加升右副都御史，六年六月入為南京兵部右侍郎，十二月升左侍郎。萬曆七年（1579年）以左侍郎總督宣、大、山西軍務。萬曆十一年（1583年）七月，录北虏黄酋嗣封礼成功，加升兵部尚书兼副都御史、照旧总督，十三年（1585年）闰九月以阅视叙劳加太子少傅，十五年八月以扯酋嗣封礼成加太子太保、兼左副都御史，十七年三月入为协理京营戎政兵部尚书，十月辞免兼左副都御史，十八年二月总督仓场，七月兼都察院右都御史、经略陕西四镇及宣大山西等处边务，又兼管陕西总督事务，二十年二月以病乞休。二十八年卒，次年八月贈太保，謚襄敏。

## 家族
曾祖鄭臻，大使贈都察院右副都御史；祖父鄭隆，散官；父鄭昱，貢士。母劉氏。兄浙、汴、滨、湖、渭（知州）、濟、涇（闕里禮生）、弟潜、瀛。

## 延伸阅读
[在维基数据编辑]
 《明史卷二百二十二》，出自《明史》